# グレゴリー・ブライト

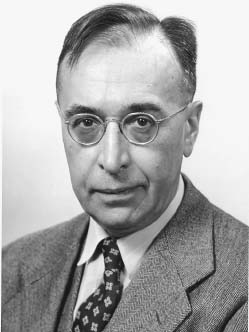
グレゴリー・ブライト

グレゴリー・ブライト（Gregory Breit, 1899年7月14日 - 1981年9月11日）は、ロシア帝国（現ウクライナ）ムィコラーイウ出身のアメリカ合衆国の物理学者。

## 経歴
ニューヨーク大学、ウィスコンシン大学、イェール大学、ニューヨーク州立大学バッファロー校の教授を歴任した。ユージン・ウィグナーとともに粒子の共鳴状態を記述した。また、エドワード・コンドンとともに初めて陽子-陽子散乱を記述した。二電子系の相対論的な波動方程式を近似するブライト方程式は彼の名前に由来している。1921年にライデン大学のポール・エーレンフェストの助手となった。1967年にアメリカ国家科学賞、1969年にトム・W・ボナー原子核物理学賞を受賞した。
1927年から1929年、1939年から1941年、1954年から1956年、1961年から1963年の4度に渡って、フィジカル・レビュー誌の共同編集者を務めた。
1940年4月にはアメリカ国家研究会議に参加し、第二次世界大戦において自国の科学技術の軍事転用の可能性に向けた自己検閲政策について意見を述べた。
戦争の初期には、ブライトはアーサー・コンプトンによって最初の原子爆弾の初期デザインの監督を任され、これは後にマンハッタン計画につながった。ブライトは、仕事の進みが遅く、また計画に機密保護違反があったと感じてこの職を辞めた。ブライトの後はロバート・オッペンハイマーが継ぎ、彼は後に計画全体の科学面の責任者となった。